# Klavertrio
En klavertrio er en gruppe musikere, der består af klaver og to andre instrumenter, hvilket typisk er violin og cello, eller et stykke musik, der er skrevet til en sådan gruppe. Det er en af de mest almindelige konstallationer inden for klassisk kammermusik. Termen kan også referere til en gruppe musikere der ofte spiller deres repertoire sammen.

## Eksempler på klavertrioer
Blandt de bedst kendte klavertrioer (nuværende og tidligere) er:
- Altenberg Trio (Østrig)
- Maria Baptist Trio (Berlin, Germany)
- Istomin-Stern-Rose Trio, bestående af Eugene Istomin, Isaac Stern og Leonard Rose. (USA)
- En bestående af Alfred Cortot, Jacques Thibaud og Pablo Casals, tidligere i 1900-tallet
- Spivakovsky Trio, bestående af Jascha Spivakovsky, Tossy Spivakovsky og Edmnd Kurtz, tidligere i 1900-tallet
- Kalichstein-Laredo-Robinson trio (USA)
- Beaux Arts Trio (USA)
- Sitkovetsky Trio (Storbritannien) bestående af Alexander Sitkovetsky, Wu Qian og Richard Harwood
- Trio di Trieste (Italy) bestående af Dario De Rosa, Renato Zanettovich og Libero Lana/Amedeo Baldovino
- "Ax-Kim-Ma" trio, bestående af Emanuel Ax, Young-Uck Kim og Yo-Yo Ma (USA)
- Eroica Trio (USA)
- Ahn Trio (USA/Korea)
- The Borodin Trio (USA)
- Trio Fontenay (Germany)
- Trio Céleste (USA), bestående afKevin Kwan Loucks, Iryna Krechkovsky og Ross Gasworth
- Suk Trio (Tjekkiet)
- The Florestan Trio (Storbritannien)
- The Greenwich Trio (Storbritannien)
- The Gryphon Trio (Canada)
- The Oberlin Trio  (USA)
- The Alma Trio  (USA)
- Trio con Brio Copenhagen (Denmark)
- Trio Wanderer (France)
- Haydn Trio Eisenstadt (østrig): Harald Kosik, Hannes Gradwohl, Bernd Gradwohl/Verena Stourzh.
- Bamberg Trio (Tyskland)
- Petrof Piano Trio (Tjekkiet)
- Manhattan Piano Trio (USA)
- Spirale Piano Trio (Belgien)
- Xonor Trio (USA)
- Vanic Trio (USA)
- Vienna Piano Trio (Østrig)
- Stuttgart Piano Trio (Tyskland)[1]